# Port lotniczy Tri-Cities
Port lotniczy Tri-Cities (IATA: TRI, ICAO: KTRI) – port lotniczy położony w mieście Blountville, w stanie Tennessee, w Stanach Zjednoczonych.